# Jerome Holland
Jerome Holland, född 9 januari 1916 i Auburn i New York, död 13 januari 1985 i New York i New York, var en amerikansk diplomat samt utövare av amerikansk fotboll. Han utexaminerades från Cornell University 1939, och blev den förste afroamerikanen att spela för dess lag i amerikansk fotboll.
På grund av hans hudfärg var det inget tal om spel i den då rassegregerade ligan NFL. Han tog även en master's degree.

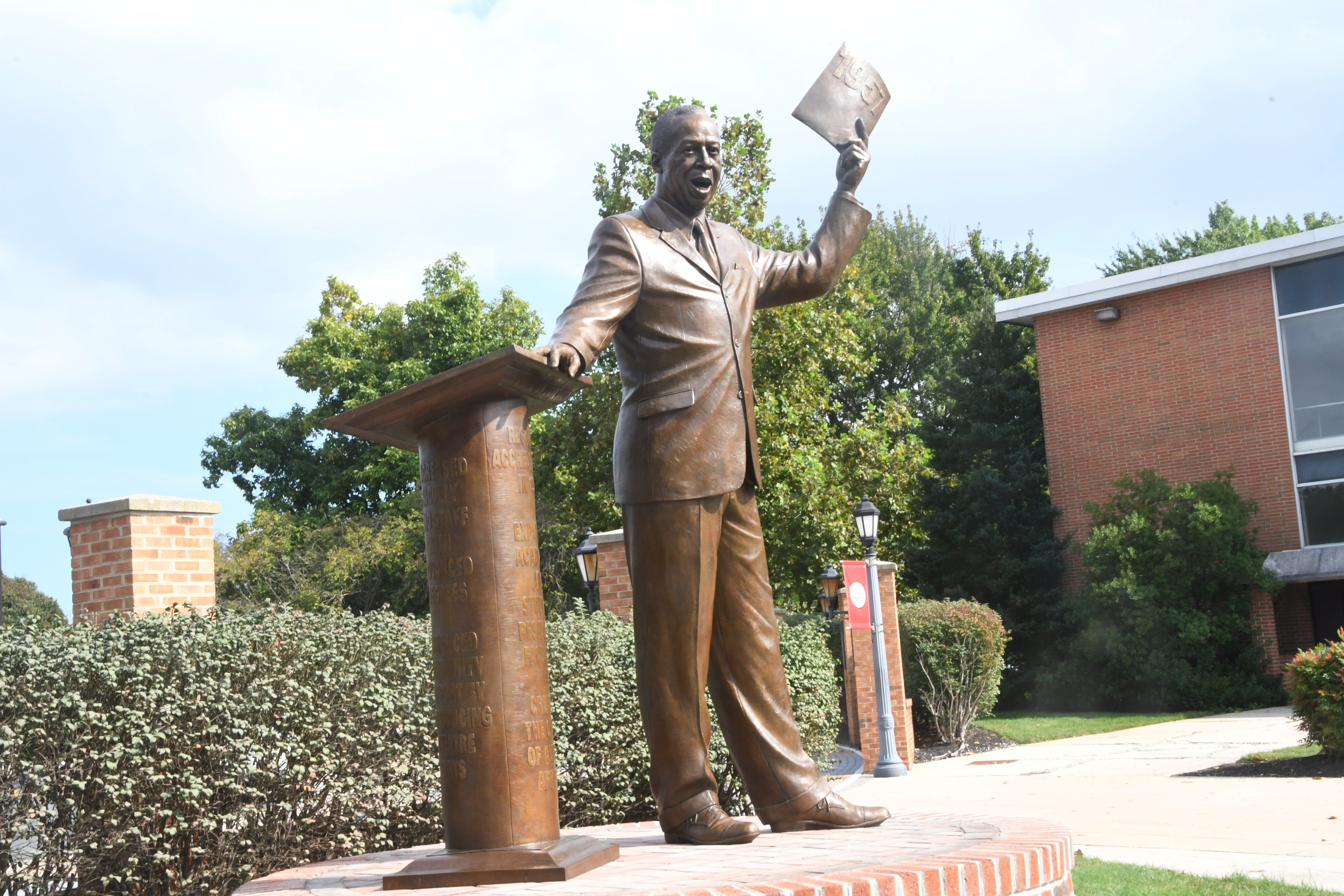
Staty av Jerome Holland.

Åren 1970-1972 var han USA:s ambassadör i Sverige. På kvällen den 27 april 1970 utsattes han för äggkastning av svenska demonstranter, som protesterade mot USA:s krigföring i Indokina när han skulle inviga US Cultural Center i Stockholm.
Jerome Holland var också styrelsemedlem av nio större USA:s företag, som AT&T och General Motors. 1972 blev han första afroamerikanen att sitta i styrelsen för New York Stock Exchange, en position han innehade till 1980. År 1965 valdes han in i College Football Hall of Fame. 1972 gav the NCAA honom Theodore Roosevelt Award.
Han ligger begravd på begravningsplatsen Fort Hill Cemetery i Auburn i New York i USA.